# واين سميث (مغني)
واين سميث (بالإنجليزية: Wayne Smith)‏ هو مغني جامايكي، ولد في 5 ديسمبر 1965 في كينغستون في جامايكا، وتوفي بنفس المكان في 17 فبراير 2014.

## وصلات خارجية
- اين سميث على موقع ميوزك برينز (الإنجليزية)
- اين سميث على موقع أول ميوزيك (الإنجليزية)
- اين سميث على موقع ديسكوغز (الإنجليزية)